# Dimităr Rangelov
Dimităr Dimitrov Rangelov (in bulgaro Димитър Рангелов?; Sofia, 9 febbraio 1983) è un ex calciatore bulgaro, di ruolo attaccante.

## Carriera

### Club
Ha cominciato la propria carriera nello Slavia Sofia, squadra con la quale ha giocato per sei stagioni.
Nel 2006 ebbe la sua prima esperienza all'estero, passando in Francia allo Strasburgo (nella seconda serie francese); dopo pochi mesi si trasferì all'Erzgebirge Aue, nella seconda divisione tedesca.
Dal 2007 salì di categoria, andando all'Energie Cottbus. Dopo due annate nel 2009 passò ad un'altra squadra tedesca, il Borussia Dortmund: qui rimase una sola stagione prima di trasferirsi in prestito in Israele al Maccabi Tel Aviv e poi, sempre in prestito, ritornare all'Energie Cottbus.
Dal 2012 è passato in Svizzera al Lucerna.

### Nazionale
Dopo aver disputato 12 partite, segnando 5 reti con l'Under-21, ha esordito in nazionale il 17 novembre 2004 in amichevole contro l'Azerbaijan, entrando nella ripresa al posto di Dimităr Berbatov.
Dopo essere entrato dalla panchina in altre tre occasioni, disputò la prima gara da titolare in amichevole contro la Serbia 4 anni più tardi.
La sua prima rete in nazionale risale ad un'altra amichevole, quella contro la Lettonia disputata il 12 agosto 2009: anche in quella occasione entrò nella ripresa al posto di Dimităr Berbatov. Dopo aver siglato un'altra rete in amichevole contro l'Arabia Saudita, mise a segno il primo gol in gare ufficiali nell'1-1 contro la Danimarca del 12 ottobre 2012, valido per le Qualificazioni al campionato mondiale di calcio 2014.

## Statistiche

### Presenze e reti nei club
Statistiche aggiornate al 17 ottobre 2015.
| Stagione                 | Squadra                  | Campionato               | Campionato | Campionato | Coppe nazionali | Coppe nazionali | Coppe nazionali | Coppe continentali | Coppe continentali | Coppe continentali | Altre coppe | Altre coppe | Altre coppe | Totale | Totale |
| Stagione                 | Squadra                  | Comp                     | Pres       | Reti       | Comp            | Pres            | Reti            | Comp               | Pres               | Reti               | Comp        | Pres        | Reti        | Pres   | Reti   |
| ------------------------ | ------------------------ | ------------------------ | ---------- | ---------- | --------------- | --------------- | --------------- | ------------------ | ------------------ | ------------------ | ----------- | ----------- | ----------- | ------ | ------ |
| 1999-2000                | Slavia Sofia             | A                        | 1          | 0          | CB              | 0               | 0               | -                  | -                  | -                  | -           | -           | -           | 1      | 0      |
| 2000-2001                | Slavia Sofia             | A                        | 5          | 0          | CB              | 0               | 0               | -                  | -                  | -                  | -           | -           | -           | 5      | 0      |
| 2001-2002                | Slavia Sofia             | A                        | 23         | 3          | CB              | 0               | 0               | -                  | -                  | -                  | -           | -           | -           | 23     | 3      |
| 2002-2003                | Slavia Sofia             | A                        | 24         | 4          | CB              | 0               | 0               | -                  | -                  | -                  | -           | -           | -           | 24     | 4      |
| 2003-2004                | Slavia Sofia             | A                        | 21         | 8          | CB              | 0               | 0               | -                  | -                  | -                  | -           | -           | -           | 21     | 8      |
| 2004-2005                | Slavia Sofia             | A                        | 27         | 4          | CB              | 0               | 0               | -                  | -                  | -                  | -           | -           | -           | 27     | 4      |
| 2005-2006                | Slavia Sofia             | A                        | 26         | 7          | CB              | 1               | 0               | -                  | -                  | -                  | -           | -           | -           | 27     | 7      |
| Totale Slavia Sofia      | Totale Slavia Sofia      | Totale Slavia Sofia      | 127        | 26         |                 | 1               | 0               |                    | -                  | -                  |             | -           | -           | 128    | 26     |
| 2006-gen. 2007           | Strasburgo               | L2                       | 15         | 2          | CF+CdL          | 2+2             | 0+2             | -                  | -                  | -                  | -           | -           | -           | 19     | 4      |
| gen.-giu. 2007           | Erzgebirge Aue           | ZL                       | 16         | 5          | CG              | 0               | 0               | -                  | -                  | -                  | -           | -           | -           | 16     | 5      |
| 2007-2008                | Energie Cottbus          | BL                       | 22         | 6          | CG              | 1               | 1               | -                  | -                  | -                  | -           | -           | -           | 23     | 7      |
| 2008-2009                | Energie Cottbus          | BL                       | 27         | 9          | CG              | 3               | 3               | -                  | -                  | -                  | -           | -           | -           | 30     | 12     |
| 2009-2010                | Borussia Dortmund        | BL                       | 10         | 1          | CG              | 2               | 0               | -                  | -                  | -                  | -           | -           | -           | 12     | 1      |
| ago. 2010                | Borussia Dortmund        | BL                       | 1          | 0          | CG              | 0               | 0               | UEL                | 1                  | 0                  | -           | -           | -           | 2      | 0      |
| Totale Borussia Dortmund | Totale Borussia Dortmund | Totale Borussia Dortmund | 11         | 1          |                 | 2               | 0               |                    | 1                  | 0                  |             | -           | -           | 14     | 1      |
| 2010-2011                | Maccabi Tel Aviv         | LhA                      | 22         | 2          | CI+CdL          | 5+1             | 2+0             | UEL                | 5                  | 0                  | -           | -           | -           | 33     | 4      |
| 2011-2012                | Energie Cottbus          | ZL                       | 30         | 12         | CG              | 1               | 0               | -                  | -                  | -                  | -           | -           | -           | 31     | 12     |
| Totale Energie Cottbus   | Totale Energie Cottbus   | Totale Energie Cottbus   | 79         | 27         |                 | 5               | 4               |                    | -                  | -                  |             | -           | -           | 84     | 31     |
| 2012-2013                | Lucerna                  | SL                       | 28         | 1          | CS              | 1               | 0               | UEL                | 2                  | 1                  | -           | -           | -           | 31     | 2      |
| 2013-2014                | Lucerna                  | SL                       | 26         | 11         | CS              | 5               | 6               | -                  | -                  | -                  | -           | -           | -           | 31     | 17     |
| Totale Lucerna           | Totale Lucerna           | Totale Lucerna           | 54         | 12         |                 | 6               | 6               |                    | 2                  | 1                  |             | -           | -           | 62     | 19     |
| 2014-2015                | Konyaspor                | SL                       | 23         | 6          | CT              | 3               | 0               | -                  | -                  | -                  | -           | -           | -           | 26     | 6      |
| 2015-2016                | Konyaspor                | SL                       | 5          | 0          | CT              | 0               | 0               | -                  | -                  | -                  | -           | -           | -           | 5      | 0      |
| Totale Konyaspor         | Totale Konyaspor         | Totale Konyaspor         | 28         | 6          |                 | 3               | 0               |                    | -                  | -                  |             | -           | -           | 31     | 6      |
| Totale carriera          | Totale carriera          | Totale carriera          | 352        | 81         |                 | 27              | 14              |                    | 8                  | 1                  |             | -           | -           | 387    | 96     |

### Cronologia presenze e reti in nazionale
| Cronologia completa delle presenze e delle reti in nazionale ― Bulgaria | Cronologia completa delle presenze e delle reti in nazionale ― Bulgaria | Cronologia completa delle presenze e delle reti in nazionale ― Bulgaria | Cronologia completa delle presenze e delle reti in nazionale ― Bulgaria | Cronologia completa delle presenze e delle reti in nazionale ― Bulgaria | Cronologia completa delle presenze e delle reti in nazionale ― Bulgaria | Cronologia completa delle presenze e delle reti in nazionale ― Bulgaria | Cronologia completa delle presenze e delle reti in nazionale ― Bulgaria |
| Data                                                                    | Città                                                                   | In casa                                                                 | Risultato                                                               | Ospiti                                                                  | Competizione                                                            | Reti                                                                    | Note                                                                    |
| ----------------------------------------------------------------------- | ----------------------------------------------------------------------- | ----------------------------------------------------------------------- | ----------------------------------------------------------------------- | ----------------------------------------------------------------------- | ----------------------------------------------------------------------- | ----------------------------------------------------------------------- | ----------------------------------------------------------------------- |
| 17-11-2004                                                              | Baku                                                                    | Azerbaigian                                                             | 0 – 0                                                                   | Bulgaria                                                                | Amichevole                                                              | -                                                                       | 58’                                                                     |
| 29-11-2004                                                              | Il Cairo                                                                | Egitto                                                                  | 1 – 1                                                                   | Bulgaria                                                                | Amichevole                                                              | -                                                                       | 54’                                                                     |
| 20-8-2008                                                               | Zenica                                                                  | Bosnia ed Erzegovina                                                    | 1 – 2                                                                   | Bulgaria                                                                | Amichevole                                                              | -                                                                       | 58’                                                                     |
| 15-10-2008                                                              | Tbilisi                                                                 | Georgia                                                                 | 0 – 0                                                                   | Bulgaria                                                                | Qual. Mondiali 2010                                                     | -                                                                       | 72’                                                                     |
| 19-11-2008                                                              | Belgrado                                                                | Serbia                                                                  | 6 – 1                                                                   | Bulgaria                                                                | Amichevole                                                              | -                                                                       |                                                                         |
| 11-2-2009                                                               | Lancy                                                                   | Svizzera                                                                | 1 – 1                                                                   | Bulgaria                                                                | Amichevole                                                              | -                                                                       | 56’                                                                     |
| 28-3-2009                                                               | Dublino                                                                 | Irlanda                                                                 | 1 – 1                                                                   | Bulgaria                                                                | Qual. Mondiali 2010                                                     | -                                                                       |                                                                         |
| 1-4-2009                                                                | Sofia                                                                   | Bulgaria                                                                | 2 – 0                                                                   | Cipro                                                                   | Qual. Mondiali 2010                                                     | -                                                                       |                                                                         |
| 12-8-2009                                                               | Sofia                                                                   | Bulgaria                                                                | 1 – 0                                                                   | Lettonia                                                                | Amichevole                                                              | 1                                                                       | 46’                                                                     |
| 5-9-2009                                                                | Sofia                                                                   | Bulgaria                                                                | 4 – 1                                                                   | Montenegro                                                              | Qual. Mondiali 2010                                                     | -                                                                       |                                                                         |
| 9-9-2009                                                                | Torino                                                                  | Italia                                                                  | 2 – 0                                                                   | Bulgaria                                                                | Qual. Mondiali 2010                                                     | -                                                                       |                                                                         |
| 14-10-2009                                                              | Sofia                                                                   | Bulgaria                                                                | 6 – 2                                                                   | Georgia                                                                 | Qual. Mondiali 2010                                                     | -                                                                       |                                                                         |
| 18-11-2009                                                              | Paola                                                                   | Malta                                                                   | 1 – 4                                                                   | Bulgaria                                                                | Amichevole                                                              | -                                                                       | 85’                                                                     |
| 19-5-2010                                                               | Bruxelles                                                               | Belgio                                                                  | 2 – 1                                                                   | Bulgaria                                                                | Amichevole                                                              | -                                                                       | 72’                                                                     |
| 24-5-2010                                                               | Johannesburg                                                            | Sudafrica                                                               | 1 – 1                                                                   | Bulgaria                                                                | Amichevole                                                              | -                                                                       | 56’                                                                     |
| 11-8-2010                                                               | Leningrado                                                              | Russia                                                                  | 1 – 0                                                                   | Bulgaria                                                                | Amichevole                                                              | -                                                                       | 46’                                                                     |
| 3-9-2010                                                                | Londra                                                                  | Inghilterra                                                             | 4 – 0                                                                   | Bulgaria                                                                | Qual. Euro 2012                                                         | -                                                                       | 62’                                                                     |
| 7-9-2010                                                                | Sofia                                                                   | Bulgaria                                                                | 0 – 1                                                                   | Montenegro                                                              | Qual. Euro 2012                                                         | -                                                                       |                                                                         |
| 8-10-2010                                                               | Cardiff                                                                 | Galles                                                                  | 0 – 1                                                                   | Bulgaria                                                                | Qual. Euro 2012                                                         | -                                                                       | 72’                                                                     |
| 12-10-2010                                                              | Istanbul                                                                | Arabia Saudita                                                          | 0 – 2                                                                   | Bulgaria                                                                | Amichevole                                                              | 1                                                                       | 76’                                                                     |
| 17-11-2010                                                              | Sofia                                                                   | Bulgaria                                                                | 0 – 1                                                                   | Serbia                                                                  | Amichevole                                                              | -                                                                       |                                                                         |
| 7-10-2011                                                               | Kiev                                                                    | Ucraina                                                                 | 3 – 0                                                                   | Bulgaria                                                                | Amichevole                                                              | -                                                                       |                                                                         |
| 11-10-2011                                                              | Sofia                                                                   | Bulgaria                                                                | 0 – 1                                                                   | Galles                                                                  | Qual. Euro 2012                                                         | -                                                                       | 70’                                                                     |
| 11-9-2012                                                               | Sofia                                                                   | Bulgaria                                                                | 1 – 0                                                                   | Armenia                                                                 | Qual. Mondiali 2014                                                     | -                                                                       | 66’                                                                     |
| 12-10-2012                                                              | Sofia                                                                   | Bulgaria                                                                | 1 – 1                                                                   | Danimarca                                                               | Qual. Mondiali 2014                                                     | 1                                                                       | 61’                                                                     |
| 14-11-2012                                                              | Sofia                                                                   | Bulgaria                                                                | 0 – 1                                                                   | Ucraina                                                                 | Amichevole                                                              | -                                                                       | 61’                                                                     |
| 6-9-2013                                                                | Palermo                                                                 | Italia                                                                  | 1 – 0                                                                   | Bulgaria                                                                | Qual. Mondiali 2014                                                     | -                                                                       | 61’                                                                     |
| 10-9-2013                                                               | Ta' Qali                                                                | Malta                                                                   | 1 – 2                                                                   | Bulgaria                                                                | Qual. Mondiali 2014                                                     | -                                                                       | 61’ 86’                                                                 |
| 15-10-2013                                                              | Sofia                                                                   | Bulgaria                                                                | 0 – 1                                                                   | Rep. Ceca                                                               | Qual. Mondiali 2014                                                     | -                                                                       | 46’                                                                     |
| 5-3-2014                                                                | Sofia                                                                   | Bulgaria                                                                | 2 – 1                                                                   | Bielorussia                                                             | Amichevole                                                              | -                                                                       | 46’                                                                     |
| 3-9-2015                                                                | Sofia                                                                   | Bulgaria                                                                | 0 – 1                                                                   | Norvegia                                                                | Qual. Euro 2016                                                         | -                                                                       | 68’                                                                     |
| 6-9-2015                                                                | Palermo                                                                 | Italia                                                                  | 1 – 0                                                                   | Bulgaria                                                                | Qual. Euro 2016                                                         | -                                                                       | 71’ 80’                                                                 |
| 10-10-2015                                                              | Zagabria                                                                | Croazia                                                                 | 3 – 0                                                                   | Bulgaria                                                                | Qual. Euro 2016                                                         | -                                                                       |                                                                         |
| 13-10-2015                                                              | Sofia                                                                   | Bulgaria                                                                | 2 – 0                                                                   | Azerbaigian                                                             | Qual. Euro 2016                                                         | 1                                                                       | 79’ 88’                                                                 |
| 25-3-2016                                                               | Leiria                                                                  | Portogallo                                                              | 0 – 1                                                                   | Bulgaria                                                                | Amichevole                                                              | -                                                                       |                                                                         |
| 29-3-2016                                                               | Skopje                                                                  | Macedonia                                                               | 0 – 2                                                                   | Bulgaria                                                                | Amichevole                                                              | 1                                                                       | 85’                                                                     |
| 3-6-2016                                                                | Toyota                                                                  | Giappone                                                                | 7 – 2                                                                   | Bulgaria                                                                | Kirin Cup                                                               | -                                                                       | 72’                                                                     |
| 7-6-2016                                                                | Suita                                                                   | Danimarca                                                               | 4 – 0                                                                   | Bulgaria                                                                | Kirin Cup                                                               | -                                                                       | 61’                                                                     |
| 6-9-2016                                                                | Sofia                                                                   | Bulgaria                                                                | 4 – 3                                                                   | Lussemburgo                                                             | Qual. Mondiali 2018                                                     | 1                                                                       |                                                                         |
| 7-10-2016                                                               | Saint-Denis                                                             | Francia                                                                 | 4 – 1                                                                   | Bulgaria                                                                | Qual. Mondiali 2018                                                     | -                                                                       | 62’                                                                     |
| Totale                                                                  |                                                                         | Presenze                                                                | 40                                                                      |                                                                         | Reti                                                                    | 6                                                                       |                                                                         |

## Palmares

### Club

#### Competizioni nazionali
- Coppa di Turchia: 1

Konyaspor: 2016-2017